# ماونت بولاسكي
ماونت بولاسكي (إلينوي) (بالإنجليزية: Mount Pulaski, Illinois)‏ هي مدينة تقع في الولايات المتحدة في إلينوي. يقدر عدد سكانها بـ 1,556 نسمة .

## التركيبة السكانية
حدّد مكتب تعداد الولايات المتحدة بيانات التركيبة السكانية لماونت بولاسكي في تعداد الولايات المتحدة. في ما يلي، التركيبة السكانية حسب تعدادي 2000 و2010.

### تعداد عام 2000
بلغ عدد سكان ماونت بولاسكي 1,701 نسمة بحسب تعداد عام 2000، وبلغ عدد الأسر 696 أسرة وعدد العائلات 472 عائلة مقيمة في المدينة. في حين سجلت الكثافة السكانية 578.6 نسمة لكل كيلومتر مربع (1,498.6/ميل2). وبلغ عدد الوحدات السكنية 741 وحدة بمتوسط كثافة قدره 252 لكل كيلومتر مربع (652.7/ميل2).
وتوزع التركيب العرقي للمدينة بنسبة 99.47% من البيض و0.06% من الأمريكيين الأصليين و0.06% من الأعراق الأخرى و0.41% من عرقين مختلطين أو أكثر و0.41% من الهسبانيون أو اللاتينيون من أي عرق.
بلغ عدد الأسر 696 أسرة كانت نسبة 31.2% منها لديها أطفال تحت سن الثامنة عشر تعيش معهم، وبلغت نسبة الأزواج القاطنين مع بعضهم البعض 56.3% من أصل المجموع الكلي للأسر، ونسبة 8% من الأسر كان لديها معيلات من الإناث دون وجود شريك، بينما كانت نسبة 3.4% من الأسر لديها معيلون من الذكور دون وجود شريكة وكانت نسبة 32.2% من غير العائلات. تألفت نسبة 30% من أصل جميع الأسر من عدة أفراد يعيشون في نفس المنزل ونسبة 18.7% كانت تتألف من شخص يعيش بمفرده يبلغ من العمر 65 عاماً أو أكثر. وبلغ متوسط حجم الأسرة المعيشية 2.32، أما متوسط حجم العائلات فبلغ 2.86.
بلغ العمر الوسطي للسكان 42.1 عاماً. وكانت نسبة 22.7% من القاطنين تحت سن الثامنة عشر، وكانت نسبة 7.7% بين الثامنة عشر والرابعة والعشرين عاماً، ونسبة 24.1% كانت واقعةً في الفئة العمرية ما بين الخامسة والعشرين والرابعة والأربعين عاماً، ونسبة 19.6% كانت ما بين الخامسة والأربعين والرابعة والستين، ونسبة 20.8% كانت ضمن فئة الخامسة والستين عاماً فما فوق. يوجد لكل 100 أنثى 91.2 ذكر، ويوجد لكل 100 أنثى في الثامنة عشر من عمرها فما فوق 85.8 ذكر.
بلغ متوسط دخل الأسرة في المدينة 38,750 دولارًا، أما متوسط دخل العائلة فبلغ 46,181 دولارًا. وكان متوسط دخل الذكور 37,941 دولارًا مقابل 22,250 دولارًا للإناث. وسجل دخل الفرد الخاص بالمدينة 18,616 دولارًا. وكانت نسبة 4.3% من العائلات ونسبة 5.6% من السكان تحت خط الفقر، وكان من هؤلاء نسبة 6.3% تحت سن الثامنة عشر ونسبة 2.2% في الخامسة والستين من العمر وما فوق.

### تعداد عام 2010
بلغ عدد سكان ماونت بولاسكي 1,566 نسمة بحسب تعداد عام 2010، وبلغ عدد الأسر 664 أسرة وعدد العائلات 421 عائلة مقيمة في المدينة. في حين سجلت الكثافة السكانية 532.7 نسمة لكل كيلومتر مربع (1,379.7/ميل2). وبلغ عدد الوحدات السكنية 730 وحدة بمتوسط كثافة قدره 248.3 لكل كيلومتر مربع (643.1/ميل2).
وتوزع التركيب العرقي للمدينة بنسبة 98.15% من البيض و0.38% من الأمريكيين الأفارقة و0.13% من الأمريكيين الأصليين و0.26% من الأمريكيين ذوي الأصول الآسيوية و0.70% من الأعراق الأخرى و0.38% من عرقين مختلطين أو أكثر و1.09% من الهسبانيون أو اللاتينيون من أي عرق.
بلغ عدد الأسر 664 أسرة كانت نسبة 28.8% منها لديها أطفال تحت سن الثامنة عشر تعيش معهم، وبلغت نسبة الأزواج القاطنين مع بعضهم البعض 50.6% من أصل المجموع الكلي للأسر، ونسبة 9.6% من الأسر كان لديها معيلات من الإناث دون وجود شريك، بينما كانت نسبة 3.2% من الأسر لديها معيلون من الذكور دون وجود شريكة وكانت نسبة 36.6% من غير العائلات. تألفت نسبة 33.7% من أصل جميع الأسر من عدة أفراد يعيشون في نفس المنزل ونسبة 17.6% كانت تتألف من شخص يعيش بمفرده يبلغ من العمر 65 عاماً أو أكثر. وبلغ متوسط حجم الأسرة المعيشية 2.26، أما متوسط حجم العائلات فبلغ 2.86.
بلغ العمر الوسطي للسكان 44.0 عاماً. وكانت نسبة 23.3% من القاطنين تحت سن الثامنة عشر، وكانت نسبة 5% بين الثامنة عشر والرابعة والعشرين عاماً، ونسبة 22.6% كانت واقعةً في الفئة العمرية ما بين الخامسة والعشرين والرابعة والأربعين عاماً، ونسبة 25.5% كانت ما بين الخامسة والأربعين والرابعة والستين، ونسبة 23.5% كانت ضمن فئة الخامسة والستين عاماً فما فوق. وتوزع التركيب الجنسي للسكان بنسبة 46% ذكور و54% إناث.